# 海老江ジャンクション
座標: 北緯34度41分43.2秒 東経135度27分50.2秒 / 北緯34.695333度 東経135.463944度

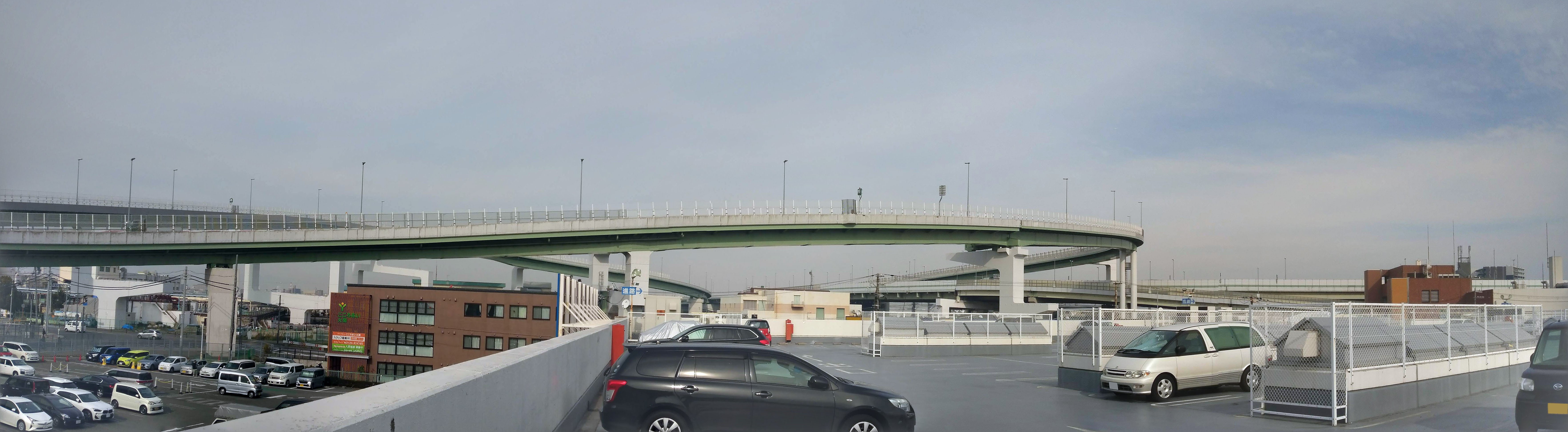
阪神高速海老江ジャンクション

海老江ジャンクション（えびえジャンクション）は、大阪府大阪市此花区高見1丁目にあるジャンクションである。阪神高速道路2号淀川左岸線と3号神戸線神戸方面が接続する。2013年5月25日、2号淀川左岸線島屋出入口 - 海老江JCT開通に伴い、供用を開始した。

## 道路
- 阪神高速2号淀川左岸線
- 阪神高速3号神戸線

## 隣
阪神高速2号淀川左岸線
(2-04)正蓮寺川出入口 - (2-05)大開出入口 - 海老江JCT - 海老江北出入口（建設中） - 大淀出入口（建設中）
阪神高速3号神戸線
(3-03)海老江出入口 - 海老江JCT - (3-04)姫島出入口